# Innsbrucker Ring
Der Innsbrucker Ring ist ein sechsspuriges Teilstück des Mittleren Rings (B2R) in München. Er ist namensgebend für den U-Bahnhof Innsbrucker Ring.

## Verlauf
Der Innsbrucker Ring schließt als Innsbrucker-Ring-Tunnel direkt an den Leuchtenbergring an. Im Tunnel zweigt die Ampfingstraße ab (nur in südwestlicher Richtung).
Nach dem Tunnel macht der Ring einen kleinen Bogen und führt ab der Kreuzung Grafinger Straße / Schlüsselbergstraße nach Süden. Wenig später kreuzt die Bad Schachener Straße, eine wichtige Verkehrsachse, die die Stadtteile Giesing und Ramersdorf mit Neuperlach verbindet.
Schließlich zweigt die Ottobrunner Straße ab, die den Stadtteil Perlach erschließt. Als Putzbrunner Straße führt sie weiter durch Neuperlach und Waldperlach in die Gemeinde Putzbrunn im Südosten Münchens.
An der Anschlussstelle München-Ramersdorf beginnt die A 8 München – Salzburg. Als nördliche Verlängerung der Autobahn führt die verkehrstechnisch wichtige Rosenheimer Straße von Ramersdorf bis zur Münchner Innenstadt.
Nun geht der Innsbrucker Ring in die Chiemgaustraße über.

## Innsbrucker-Ring-Tunnel

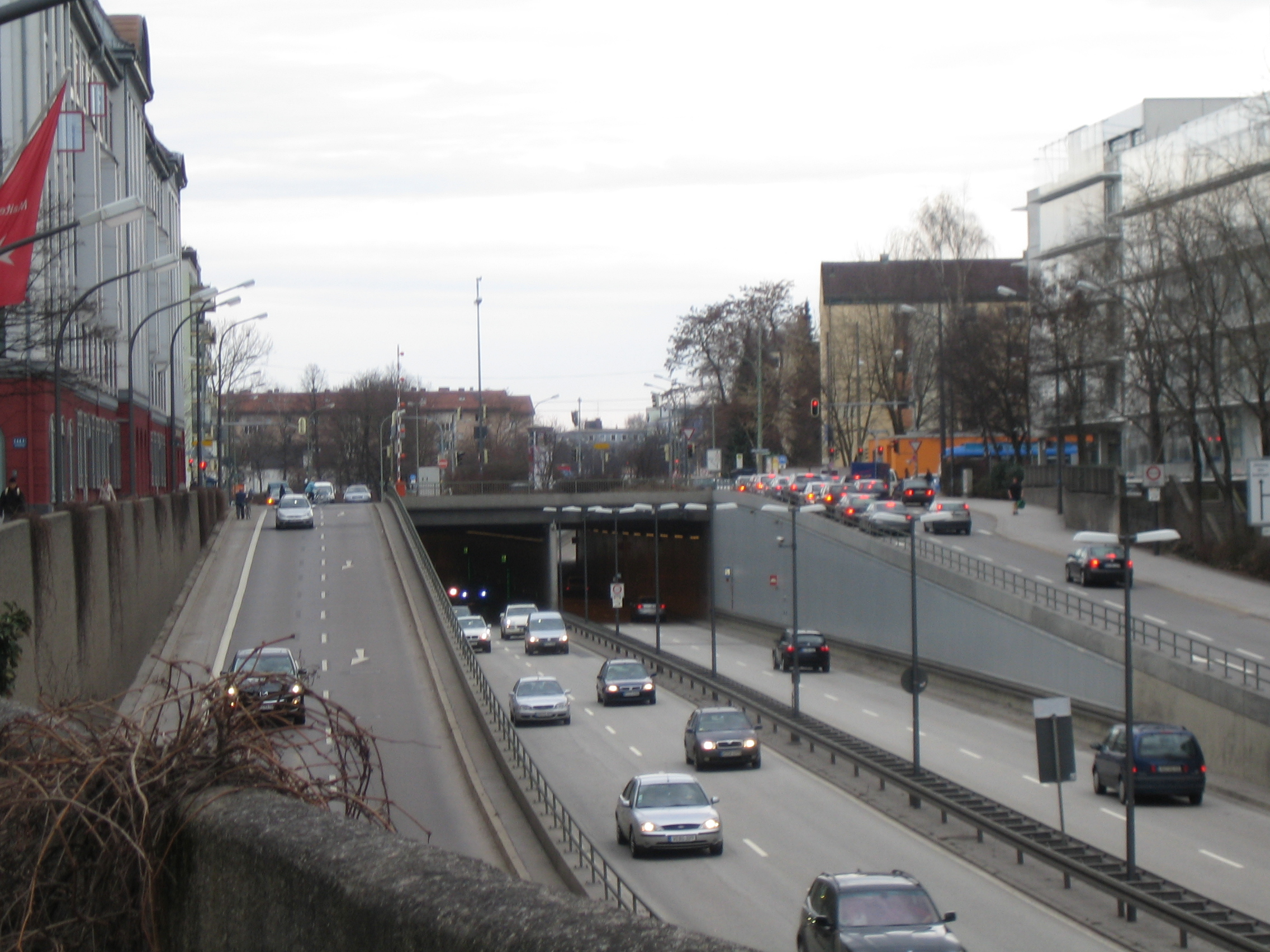
Nördliche Einfahrt des Innsbrucker-Ring-Tunnels

Der 1965 dem Verkehr übergebene Innsbrucker-Ring-Tunnel wurde im Zuge des kreuzungsfreien Ausbaus des Mittleren Ringes Ost nachgerüstet und den gültigen europäischen Sicherheitsstandards angepasst. Auffallende Neuerung ist der Einbau einer Mittelwand, der den bestehenden Fahrbahnmittelteiler ersetzte und so den Tunnel verkehrstechnisch in zwei Einzelröhren gliedert. Die Nachrüstung gleicht daher in ihrem Umfang einer Entkernung des Tunnels und mit ihr einem neuen Ausbau.
Seit der Aufrüstung ist der Innsbrucker-Ring-Tunnel Teil der sogenannten Tunnelkette Mittlerer Ring Ost, die vom Effnertunnel im Norden bis zum Innsbrucker-Ring-Tunnel im Süden reicht, in der alle Tunnelbauwerke hinsichtlich Verkehrsbeeinflussung und Rettungseinsatzplanung als eine Einheit behandelt werden und daher miteinander verbundene sicherheits- und verkehrstechnische Systeme besitzen.

## Verkehr

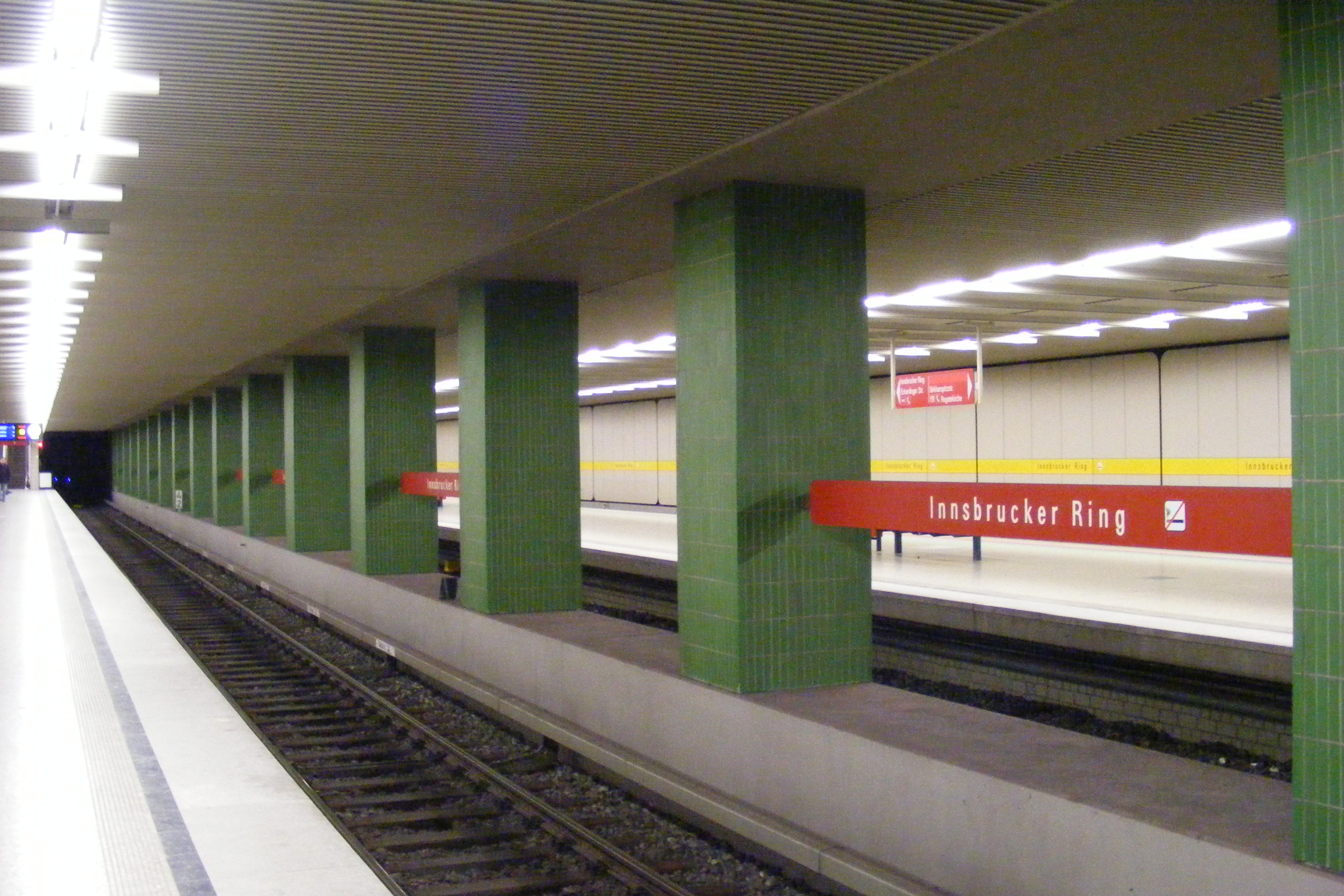
U-Bahn-Bahnhof (Detail)

Die Tatsache, dass der Verkehr auf diesem Teil des Mittleren Rings durch Ampeln geregelt wird, sorgt für Verkehrsbehinderungen, vor allem im Bereich der Ottobrunner Straße / A 8.
Unter der Kreuzung Innsbrucker Ring – Bad Schachener Straße befindet sich der 1980 eröffnete viergleisige Kreuzungsbahnhof Innsbrucker Ring der U-Bahn-Linien U2 und U5.